# Fresno Alhándiga
Fresno Alhándiga è un comune spagnolo di 293 abitanti situato nella comunità autonoma di Castiglia e León.